# Westfield Vancouver
Westfield Vancouver, anteriormente conocido como Vancouver Mall, es un centro comercial operado por The Westfield Group, y está localizado en Vancouver, Washington. Sus tiendas anclas son JCPenney, Macy's, Nordstrom y Sears.

## Historia
El centro comercial abrió en 1977 por May Centers, Inc. con las tiendas Meier & Frank, Nordstrom y Sears.  Durante la segunda fase de la expansión del centro comercial, se agregó una tienda JCPenney; Lipmans también tenía planeado abrir pero nunca se construyó. Eventualmente, Mervyns abrió en lugar de Lipmans.
El centro comercial fue adquirido en 1994 por Westfield America, Inc., un precursor de The Westfield Group.  En 1998 cambió de nombre a "Westfield Shopppingtown Vancouver".  La palabra "Shoppingtown"" se quitó en junio de 2005.  La tienda Meier & Frank cambió de nombre a Macy's en septiembre de 2006 y expandió sus ubicaciones del 2006.  
La tienda Mervyn's d 82,225 pie² cerró en enero de 2007. Ha habido planes por parte de Westfield para renovar el centro comercial, pero no se han hecho ningún anuncio al respecto.

## Anclas y tiendas principales
- JCPenney (144,192 pie²)
- Macy's (180,000 pie²)
- Nordstrom (71,719 pie²)
- Old Navy (25,000 pie²)
- Sears (125,137 pie²)